# Fanny Staffa
Fanny Staffa (* 1976 in Frankfurt/Oder) ist eine deutsche Schauspielerin.
Fanny Staffa studierte von 1997 bis 2001 Schauspiel an der Hochschule für Musik und Theater Rostock und war dann Ensemblemitglied am Staatstheater Cottbus. Von 2003 bis 2008 war sie Mitglied der Theatercompagnie fliegende fische. Von 2010 bis 2019 spielte sie in der Fernsehreihe Polizeiruf 110 Vivian Bukow, die Ehefrau des Kommissars Sascha Bukow. Seit 2017 ist sie Ensemblemitglied am Staatsschauspiel Dresden.

## Filmografie (Auswahl)
- 2002: Storno
- 2003: Irgendwas ist immer
- 2004: Kleine Schwester
- 2005: Die Boxerin
- 2005: Barfuss
- 2008: Tatort – In eigener Sache
- 2009: Résiste – Aufstand der Praktikanten
- 2010–2019: Polizeiruf 110 (Fernsehreihe, 12 Folgen)
- 2011: SOKO Wismar (Fernsehserie, Folge Genug)
- 2012: Liebe am Fjord – Abschied von Hannah
- 2015: Letzte Spur Berlin (Fernsehserie, Folge Sprachlos)
- 2016: SOKO Leipzig (Fernsehserie, Folge Wunschkind)
- 2019: Kommissarin Lucas – Polly
- 2024: In aller Freundschaft – Die jungen Ärzte (Fernsehserie, Folge Härtetest)